# Vương Trí Nhàn
Vương Trí Nhàn (sinh năm 1942) là một nhà nghiên cứu văn hóa, văn học và là nhà phê bình văn học của Việt Nam.

## Tiểu sử
Ông sinh ngày 15 tháng 11 năm 1942 tại Hà Nội. Quê quán của ông là xã Đông Hồ, huyện Thuận Thành, tỉnh Bắc Ninh.
Ông tốt nghiệp Đại học Sư phạm, hệ 3 năm vào năm 1964, sau đó gia nhập Quân đội Nhân dân Việt Nam cho đến đầu năm 1979. Trong quân đội ông có nhiệm vụ chính là dạy học và về sau làm báo. Ông từng giáp mặt với thực tế chiến trường như B5, B4.
Các bài viết của ông xuất hiện trên báo Văn Nghệ từ tháng 3 năm 1965, sau đó ông viết đều đều trên các báo Văn Nghệ, Văn Nghệ quân đội. Từ 1985 trở đi, bài của ông còn xuất hiện trên Thể thao văn hóa, Tuổi trẻ chủ nhật, Kiến thức ngày nay v.v. cùng với các bài nghiên cứu dài thì được in trên tạp chí Văn học. Ông có một số bài viết về một số vấn đề, một số tác giả văn học chiến tranh và có dự định sẽ trở lại với đề tài này, khi về hưu.
Đầu năm 1968, ông chuyển về công tác ở tạp chí Văn Nghệ Quân đội. Tới đầu 1979 ông sang công tác cho Nhà xuất bản Hội Nhà văn. Đây là những cơ quan người sáng tác đông hơn người nghiên cứu phê bình. Việc này có ảnh hưởng quyết định đến những đề tài những tác giả mà ông quan tâm cũng như ảnh hưởng tới cách viết của ông. Năm 1977, ông được kết nạp vào Hội Nhà văn Việt Nam.
Ông học tiếng Nga từ đầu thập niên 1970, ông có một số bài dịch từ tài liệu tiếng Nga về một số tác phẩm văn học, cũng như biên soạn một tập sách mang tên Sổ tay truyện ngắn dựa vào tài liệu tiếng Nga. Năm 1990, khi đang học tại trường viết văn Gorki của Nga, dù chưa gặp nhưng qua các tác phẩm, ông đã có nhận xét nổi tiếng: về "khuôn mặt nhàu nát vì đau khổ" của Nguyễn Huy Thiệp.
Lúc đầu ông chỉ tập trung về mảng văn học đương đại cho đến đầu thập niên 1980, ông có ý thức dần dần trở lại với văn học sử, nhất là giai đoạn nửa đầu thế kỷ 20 và đã viết một số bài nghiên cứu về các nhà văn tiền chiến (Thạch Lam, Vũ Trọng Phụng v.v.) và đang bổ sung tập hợp thành sách.
Tới đầu thập niên 1990, trước các hiện tượng văn học quen thuộc, ông lại muốn ngả sang cách tiếp cận văn hoá học. Ban đêm ông tự học thêm về lịch sử, dân tộc học, xã hội học, v.v.

## Tác phẩm
- Sổ tay truyện ngắn (Sưu tầm, biên soạn, dịch, Tác phẩm mới 1980, in lại 1998)
- Bước đầu đến với văn học (tiểu luận phê bình, Tác phẩm mới 1986)
- Một số nhà văn Việt Nam hôm nay với Hà Nội (kể chuyện đời sống văn học, Hà Nội, 1986)
- Những kiếp hoa dại (chân dung và phiếm luận văn học, Hội Nhà văn, 1993, in lại 1994)
- Cánh bướm và đóa hướng dương (tiểu luận phê bình, Hải Phòng, 1999)
- Cây bút, đời người (tập chân dung văn học, Nhà xuất bản Trẻ, 2002; Nhà xuất bản Hội Nhà văn, 2007)
- Những chấn thương tâm lý hiện đại (phiếm luận, Nhà xuất bản Trẻ, 2009)

## Nhận xét
Nhà văn Ngô Thảo, người tự khẳng định rằng mình thân với ông Vương Trí Nhàn, sau khi đọc bài "Tri thức hiện đại: Không được tạo dịch nói xấu người Việt" đã nhận xét Vương Trí Nhàn trong bài "Phải nghiêm cẩn khi bàn đến tính cách của cả dân tộc !" như sau:
"Người ta nói, anh Vương Trí Nhàn từ một nhà phê bình văn học trở thành một nhà nghiên cứu văn hóa. Tôi rất nghi ngờ tính khoa học những loạt bài đó."
"Anh Nhàn là người ham học hỏi, đọc rất nhiều, nhưng cái kiến thức và cái tư tưởng của anh Nhàn, tôi rất nghi ngờ. Đó là khoảng cách của một người chủ trương phê phán thị trường, nhưng chính mình lại chìm ngập trong thị trường"
"Nói ngay như trong cái Hội Nhà văn bé tý, có rất nhiều người dù đã quá tuổi về hưu, lẽ ra phải về để nhường chỗ cho lớp trẻ, thế nhưng vẫn cứ tha thiết xin ở lại, bấu víu lấy nó... Ông Nhàn vẫn tha thiết xin ở lại Nhà Xuất bản. Vì nếu không ở lại, không ai cho ông ấy giới thiệu sách cả."
Tuy nhiên do bị sự phản đối chê cười của dư luận, bài báo của ông Thảo đã phải gỡ xuống và bài phỏng vấn của Sơn Khê với Vương Trí Nhàn "Tri thức hiện đại: Không được tạo "dịch nói xấu người Việt"" cũng đã bị xóa trống trơn sau có mấy ngày mà không có lời giải thích lý do.

## Các tác phẩm dịch
- Điên cuồng như Vệ Tuệ

## Các câu nói
- "Dân tộc Việt là khối tự phát khổng lồ."[1]
- "Thói xấu lớn nhất của người Việt là rất sợ nói về thói xấu của mình."[2]
- "Một xã hội nếu chưa muốn tự tử phải luôn đón nhận những tài năng trẻ".